# NGC 7629
NGC 7629 is een lensvormig sterrenstelsel in het sterrenbeeld Vissen. Het hemelobject werd op 19 oktober 1864 ontdekt door de Duitse astronoom Albert Marth.

## Synoniemen
- MCG 0-59-31
- ZWG 380.40
- NPM1G +01.0587
- PGC 71175